# جاده ئی۹۵ اروپا

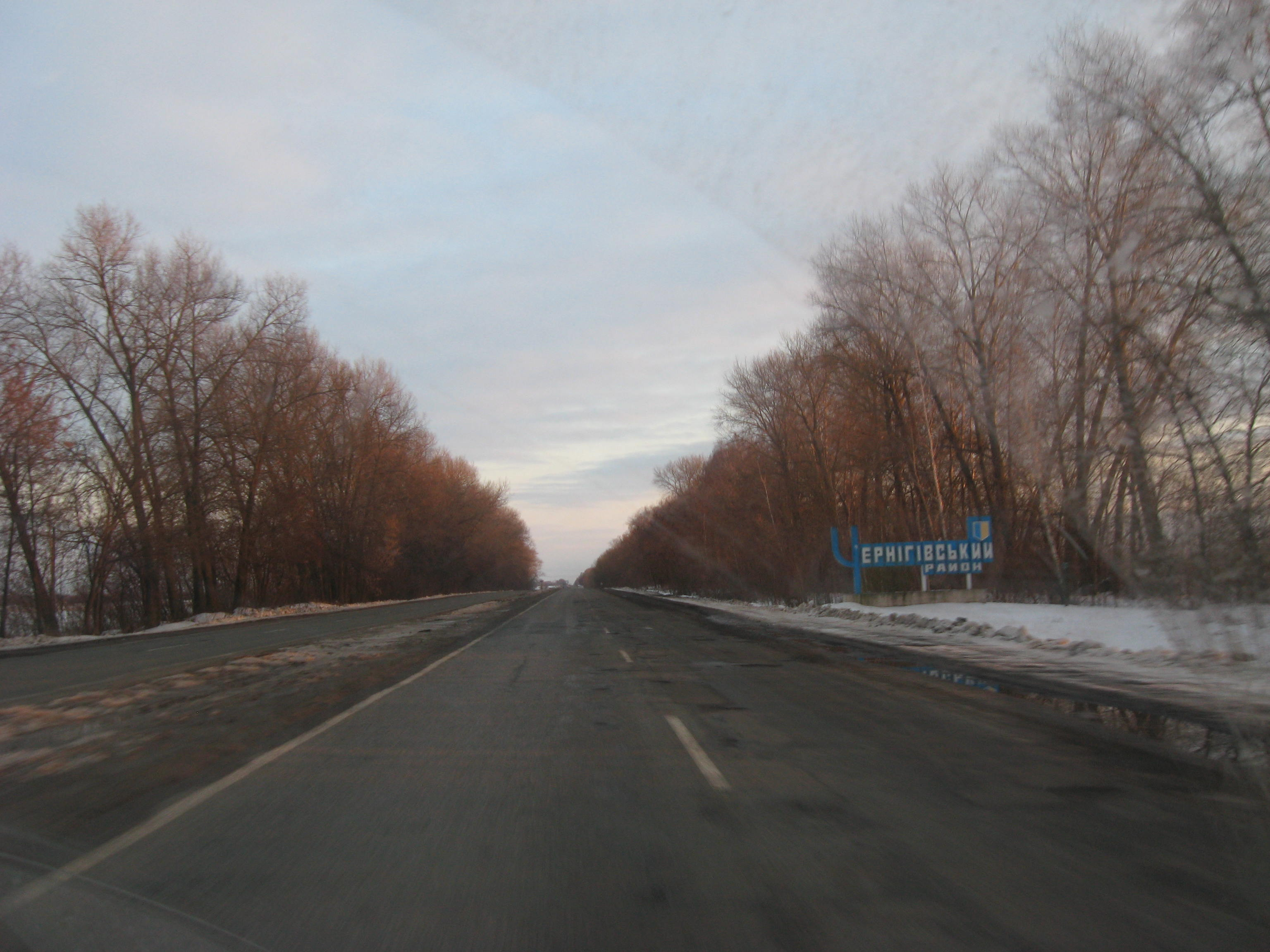
جاده ئی۹۵ اروپا در اوکراین

جاده ئی۹۵ اروپا (به انگلیسی: European route E95) یکی از جاده‌های اصلی قاره اروپا است.
این جاده که از شهر سن پترزبورگ (روسیه) شروع شده، در شهر مرزیفون (ترکیه) به پایان می‌رسد و ۲۵۲۷ کیلومتر مسافت دارد.